# إدو (لاعب كرة قدم)
إدو هو لاعب كرة قدم برتغالي، ولد في 2 مارس 1990 في بارسيلوس في البرتغال. شارك مع منتخب البرتغال تحت 16 سنة لكرة القدم. أما مع النوادي، فقد لعب مع إستريلا دا أمادورا وسبورتينغ براغا.

## وصلات خارجية
- إدو على موقع قاعدة بيانات كرة القدم.إي يو (الإنجليزية)
- إدو على موقع Soccerway.com (الإنجليزية)